# Óscar Córdoba
Óscar Eduardo Córdoba Arce (Cáli, 3 de fevereiro de 1970) é um ex futebolista colombiano que atualmente preside o Club Atlético Bucaramanga. Atuou como goleiro, sendo o que mais defendeu a Seleção Colombiana em todos os tempos.

## Carreira
Oscar Cordoba fez carreira no gol do Boca Juniors.

## Seleção
Córdoba fez parte do elenco da Seleção Colombiana de Futebol na Copa do Mundo de 1994 e 1998.

## Títulos
América de Cali
- Campeonato Colombiano: 1997

Boca Juniors
- Apertura: 1998, 2000
- Clausura: 1999
- Copa Libertadores da América: 2000, 2001
- Copa Intercontinental: 2000

Beşiktaş
- Campeonato Turco: 2002–03
- Copa da Turquia: 2005–06

Seleção Colombiana
- Copa América: 2001

Prêmios individuais
- Jogador mais valioso da Copa Libertadores: 2000
- Melhor goleiro da Copa Libertadores: 2000 e 2001
- Melhor goleiro da Copa América: 2001
- Seleção do ano da América do Sul: 2000 e 2001
- Segundo melhor Goleiro do mundo pela IFFHS: 2001
- Primeiro e único goleiro da história da Copa América a não sofrer gol em uma edição